# Orites fragrans
Orites fragrans är en tvåhjärtbladig växtart som beskrevs av Frederick Manson Bailey. Orites fragrans ingår i släktet Orites och familjen Proteaceae. Inga underarter finns listade i Catalogue of Life.